# Hyde Park Corner (Metropolitano de Londres)
Hyde Park Corner é uma estação do Metrô de Londres perto do Hyde Park Corner em Hyde Park. Fica na Zona 1 do Travelcard, entre Knightsbridge e Green Park, na linha Piccadilly.

## História
A estação foi aberta pela Great Northern, Piccadilly and Brompton Railway em 15 de dezembro de 1906. Era a estação de conexão entre as duas empresas originais, a London United Railway e a Piccadilly and City Railway, que se fundiram depois que o Parlamento exigiu toda a linha de Hammersmith a Finsbury Park deveria ser construída como um esquema.
O edifício original da estação, projetado por Leslie Green, ainda permanece ao sul do entroncamento, notável por suas telhas de cor de sangue de boi; era até junho de 2010 usado como pizzaria e, desde 14 de dezembro de 2012, é o Wellesley Hotel. O edifício foi retirado de uso quando a estação recebeu escadas rolantes no lugar de elevadores e um novo saguão subterrâneo que entrou em uso em 23 de maio de 1932 embora uma escada de emergência forneça uma conexão com as plataformas. Os eixos de elevação agora são usados para fornecer ventilação. A estação de 1932 tinha vitrines embutidas nas paredes que mostravam uma série de dioramas representando o desenvolvimento do ônibus de Londres - há muito tempo, alguns modelos em escala sobrevivem nas coleções do Museu dos Transportes de Londres.
Quando a estação foi reconstruída com escadas rolantes, a estação pouco usada adjacente na Down Street, a leste (em direção a Green Park), foi retirada de uso.

## Atualmente
É uma das poucas estações que não têm edifícios associados acima do solo, sendo a estação totalmente subterrânea. A entrada atual da estação é acessada a partir do sistema de passagens subterrâneas para pedestres em torno do cruzamento do Hyde Park Corner.
Quando a seção central da linha Piccadilly é fechada, a estação se torna o terminal da parte oeste devido ao túnel cruzado a leste da estação.

## Conexão
As rotas de ônibus de Londres 2, 6, 9, 13, 14, 19, 22, 23, 36, 38, 52, 74, 137, 148, 390 e 414, as rotas noturnas N2, N9, N19, N22, N32, N38, N74 e a rota 702 da N137 e os Green Line Coaches atende a estação.

## Galeria

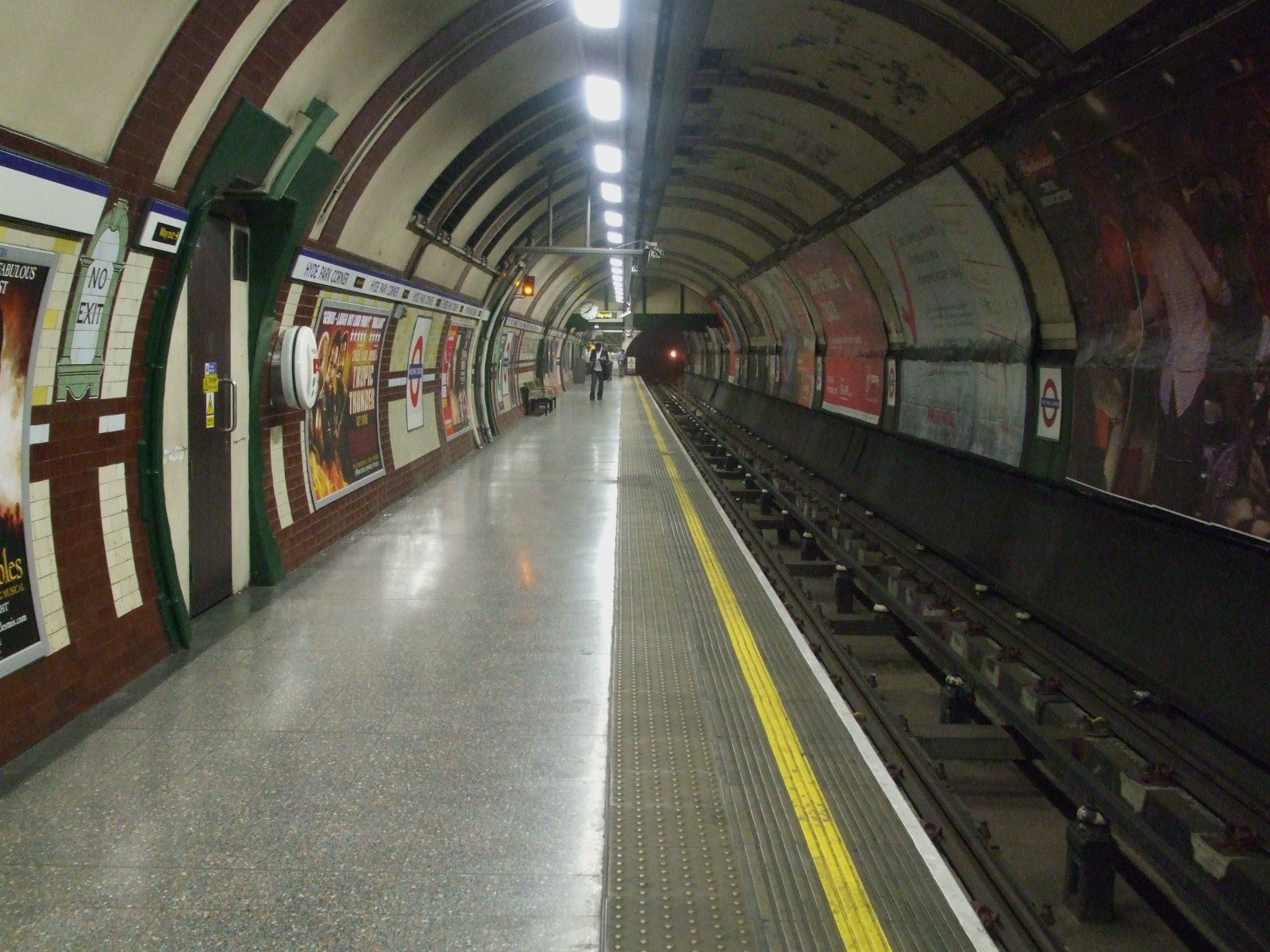
Plataforma no sentido oeste voltada para leste
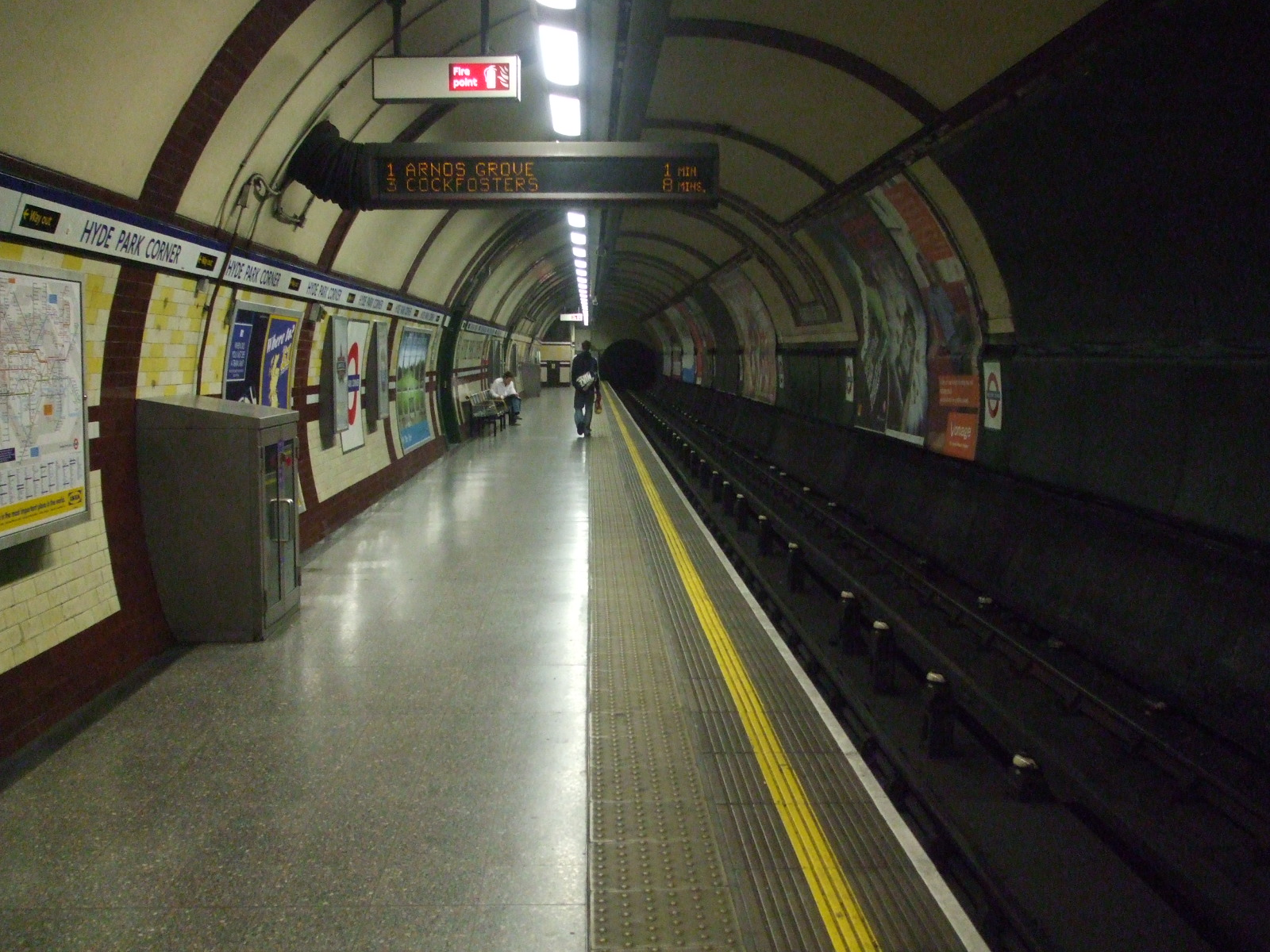
Plataforma no sentido leste voltada para oeste
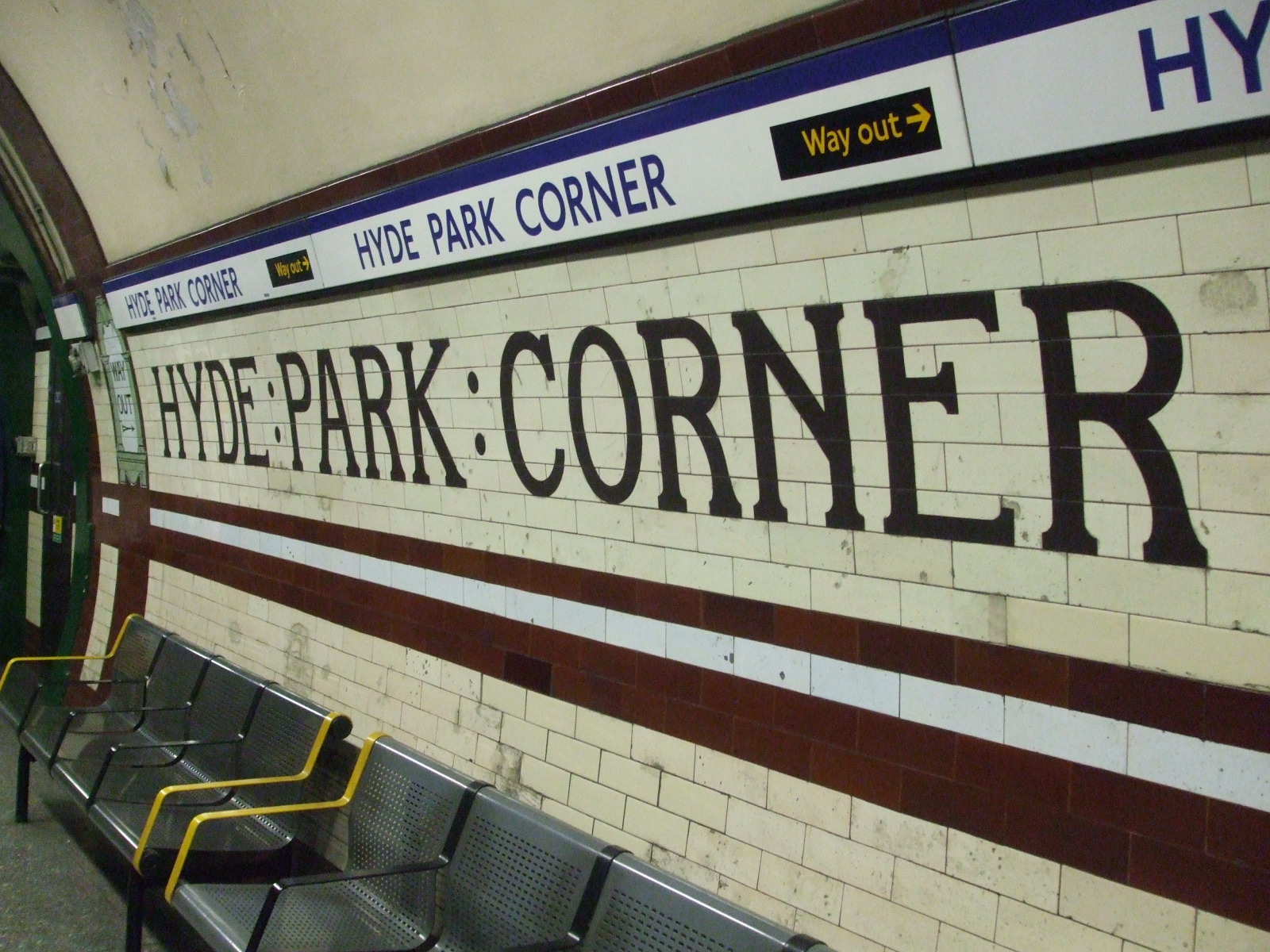
Telha decorativa
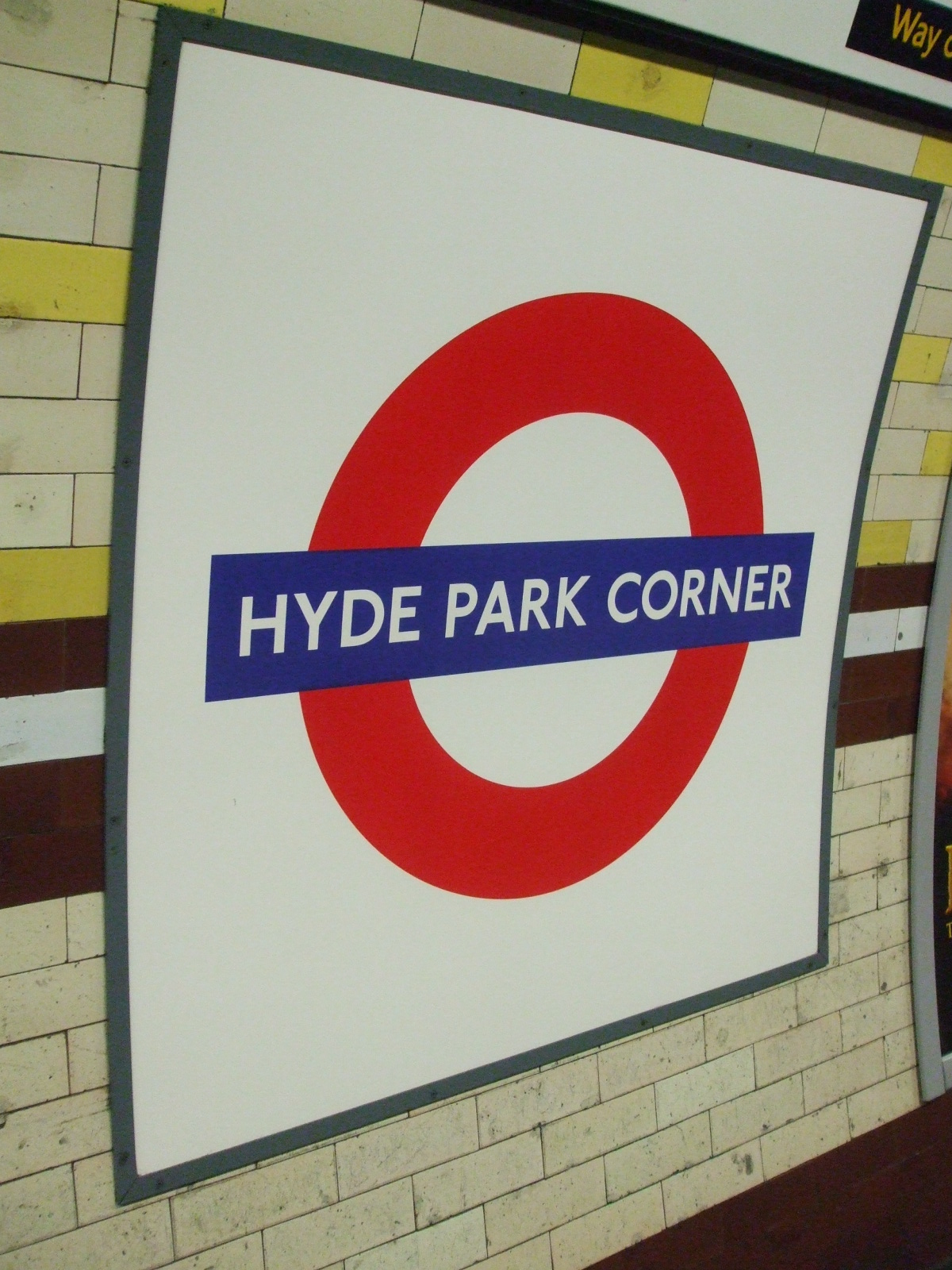
Roundel de plataforma